# خيسوس كاربايو
خيسوس كاربايو مارتينث (بالإسبانية: Jesús Carballo Martínez، ولد في 26 نوفمبر 1976، مدريد، إسبانيا) لاعب جمباز فني إسباني.
حصل على ميداليتين ذهبيتين في بطولات العالم للجمباز الفني عام 1996 و1999، كما حاز على الميدالية الذهبية في بطولة أوروبا للجمباز الفني عام 1998.

## إنجازاته

### بطولة العالم للجمباز الفني
- 1996 سان خوان  بورتوريكو:  ميدالية ذهبية في جهاز العقلة (Bar Horizontal).
- 1997 لوزان  سويسرا:  ميدالية فضية في جهاز العقلة (Bar Horizontal).
- 1999 تيانجين  الصين:  ميدالية ذهبية في جهاز العقلة (Bar Horizontal).

### بطولة أوروبا للجمباز الفني
- 1998 سانت بطرسبرغ  روسيا:  ميدالية ذهبية في جهاز العقلة (Bar Horizontal).

## روابط خارجية
- خيسوس كاربايو على موقع IMDb (الإنجليزية)
- خيسوس كاربايو على موقع قاعدة بيانات الفيلم (الإنجليزية)
- خيسوس كاربايو على موقع الاتحاد الدولي للجمباز (licence) (الإنجليزية)
- خيسوس كاربايو على موقع الاتحاد الدولي للجمباز (biography) (الإنجليزية)
- خيسوس كاربايو على موقع أوليمبيديا (الإنجليزية)